# 강태관
강태관(1990년 2월 6일 ~ )은 대한민국의 미스터트롯 참가자이다.

## 학력
- 중앙대학교 연희예술학부 학사

## 출연작
- 미스터트롯 (2020년)
  - 준결승 12위
- 신청곡을 불러드립니다 - 사랑의 콜센타
  - 6회 레인보우팀
  - 16회 트롯짝꿍팀
- 6시 내고향-게스트

## 가족 관계
- 누나: 강태경 (1986년 ~ ) - 성악가